# نوسان پلاسما
نوسان‌های پلاسما که با نام امواج لانگ‌مویر (برگرفته از نام ایروینگ لانگمویر) نیز شناخته می‌شود، عبارت است از نوسان‌های سریع در چگالی الکترونی در مواد رسانا مانند پلاسماها و فلزات. این نوسان‌ها را می‌توان به شکل ناپایداری در تابع دی‌الکتریک الکترون آزاد گازی در نظر گرفت. بسامد نوسان وابستگی اندکی به طول موج آن دارد. شبه‌ذره حاصل از کوانتیزه کردن این نوسانات، پلاسمون نام دارد.
امواج لانگ‌مویر در دهه ۱۹۲۰ توسط ایروینگ لانگ‌مویر و لوی تانکس، فیزیکدانان آمریکایی کشف شدند. شکل این نوسان‌ها موازی با امواج ناپایداری جینز است که باعث ناپایداری‌های گرانشی در یک رسانه ایستا می‌شود.

## سازوکار
یک پلاسمای از نظر الکتریکی خنثی و در حال تعادل را در نظر بگیرید که از گازهای یون‌های مثبت و الکترون‌های منفی تشکیل شده‌است. اگر الکترون‌ها را اندکی نسبت به یون‌ها جابجا کنیم،نیروی کولنی الکترون را به عقب می‌کشد و به عنوان نیروی بازگرداننده عمل می‌کند.

### الکترون‌های سرد
اگر حرکت گرمایی الکترون‌ها را نادیده بگیریم، می‌توان نشان داد که چگالی بار در حال نوسان با بسامد پلاسما است
{\displaystyle \omega _{\mathrm {pe} }={\sqrt {\frac {n_{\mathrm {e} }e^{2}}{m^{*}\varepsilon _{0}}}},\left[\mathrm {rad} /\mathrm {s} \right]} (دستگاه بین‌المللی یکاها),
{\displaystyle \omega _{\mathrm {pe} }={\sqrt {\frac {4\pi n_{\mathrm {e} }e^{2}}{m^{*}}}},} (دستگاه واحدهای سانتیمتر-گرم-ثانیه),
که در آن {\displaystyle n_{\mathrm {e} }} چگالی تعداد الکترون‌ها، e بار الکتریکی، m*جرم مؤثر الکترون، و {\displaystyle \varepsilon _{0}} ثابت گذردهی خلاء است. توجه داشته باشید که فرمول بالا با این تقریب به دست می‌آید که جرم یون را بی‌نهایت در نظر بگیریم. به‌طور کلی این تقریب، تقریب خوبی به شمار می‌رود زیرا الکترون‌ها بسیار سبک‌تر از یون‌ها هستند. (در مورد پلاسماهای الکترون-پوزیترون که اغلب اخترفیزیک با آنها سروکار دارد، باید تغییراتی در این عبارت داد). از آنجا که بسامد مستقل ازطول موج است، این نوسان‌هاسرعت فاز بی‌نهایت و سرعت گروه صفر دارند.
توجه داشته باشید که، اگر {\displaystyle m^{*}} جرم الکترون باشد {\displaystyle (m^{*}=m_{\mathrm {e} })}، بسامد پلاسمای {\displaystyle \omega _{\mathrm {pe} }} تنها به ثابت‌های فیزیکی و میزان تمرکز الکترون‌ها {\displaystyle n_{\mathrm {e} }} بستگی دارد. عبارت عددی برای بسامد معمولی پلاسمای
{\displaystyle f_{\mathrm {pe} }=\omega _{\mathrm {pe} }/2\pi }
برابر است با
{\displaystyle f_{\mathrm {pe} }\approx 8980{\sqrt {n_{\mathrm {e} }}}} Hz
که چگالی تعداد {\displaystyle n_{\mathrm {e} }} برحسب cm−3 است
فلزات تنها نسبت به نورهای با بسامد بیشتر از بسامد پلاسمایشان شفاف هستند. برای فلزات معمولی مانند مس و نقره، . برای فلزات معمولی مانند مس و نقره، {\displaystyle n_{\mathrm {e} }} تقریباً برابر با ۱۰۲۳ cm−۳ است، که باعث می‌شود بسامد پلاسمای آنها در محدوده نور ماورای بنفش قرار گیرد. به همین دلیل است که اکثر فلرات نور را بازتاب می‌کنند و براق به نظر می‌رسند.

### الکترون‌های گرم
اگر آثار سرعت گرمایی الکترون {\displaystyle v_{\mathrm {e,th} }={\sqrt {\frac {k_{\mathrm {B} }T_{\mathrm {e} }}{m_{\mathrm {e} }}}}} را درد نظر بگیریم، فشار الکترون همانند نیروی کولنی، به عنوان نیروی بازدارنده عمل می‌کند و نوسان‌ها با بسامد وعدد موج مربوط به موج طولی لانگ‌مویر مرتبط است:
{\displaystyle \omega ^{2}=\omega _{\mathrm {pe} }^{2}+{\frac {3k_{\mathrm {B} }T_{\mathrm {e} }}{m_{\mathrm {e} }}}k^{2}=\omega _{\mathrm {pe} }^{2}+3k^{2}v_{\mathrm {e,th} }^{2}}،
که با نام رابطه پراکندگی بوهم- گراس شناخته می‌شود. اگر مقیاس فضایی در مقایسه با طول دبای بزرگ باشد، نوسان‌ها تنها به میزان اندکی توسط مؤلفه فشار تغییر می‌کنند، اما در مقیاسهای کوچک، مؤلفه فشار غالب است و موج به موجی بدون پراکندگی با سرعتی برابر {\displaystyle {\sqrt {3}}\cdot v_{\mathrm {e,th} }} تبدیل می‌شود. هرچند که در چنین موج‌هایی سرعت گرمایی الکترون با سرعت فاز قابل مقایسه است، یعنی
{\displaystyle v\sim v_{\mathrm {ph} }\ {\stackrel {\mathrm {def} }{=}}\ {\frac {\omega }{k}},}

## References
1. ↑  Fu, Ying (2011). Optical properties of nanostructures. Pan Stanford. p. 201.
2. ↑    - Andreev, A. A. (2000), An Introduction to Hot Laser Plasma Physics, Huntington, New York: Nova Science Publishers, Inc., ISBN 1-56072-803-5